# Autoportrait dans un miroir convexe
Autoportrait dans un Miroir Convexe (vers 1524) est une peinture de l'artiste l'italien Parmigianino de la Haute Renaissance. Elle est exposée au Kunsthistorisches Museum, à Vienne en Autriche.

## Histoire
L'œuvre est mentionnée par l'historien d'art de la Renaissance Giorgio Vasari, qui la répertorie comme l'un des trois tableaux de petit format que l'artiste a emmenés à Rome avec lui en 1525. Vasari déclare que l'autoportrait a été créé par Parmigianino comme un exemple afin de démontrer son talent à des clients potentiels.
Le portrait a ensuite été donné au pape Clément VII, et plus tard à l'écrivain Pierre Arétin, dans la maison de Vasari lui-même, alors encore enfant. Il a ensuite été acquis par le sculpteur Valerio Belli et, après sa mort en 1546, par son fils Elio. Par l'intercession d'Andrea Palladio, en 1560, l'œuvre a appartenu au sculpteur Vénitien Alessandro Vittoria, qui l'a transmise par héritage au patrimoine de l'empereur Rodolphe II. Le tableau est arrivé à Prague en 1608 et il a rejoint plus tard les collections impériales des Habsbourg de Vienne (1777), bien qu'à l'époque l'œuvre soit attribuée au Corrège.

## Description
La peinture représente le jeune artiste (seulement âgé de vingt-et-un ans) au milieu d'une pièce, déformée par l'utilisation d'un miroir convexe selon le procédé de l'anamorphose. La main au premier plan est très allongée et déformée par le miroir. L'œuvre a été peinte sur un panneau convexe spécialement préparé de façon à imiter la courbure du miroir utilisé.

## Sources
- Luisa Viola, Parmigianino, Parme, Grafiche Step, 2007